# Столярчук Марія Андріївна
Марія Андріївна Шваб, у шлюбі Столярчук (26 жовтня 1921 , Деркачі (Овруцький район), Овруцький район  — 31 липня 2009 , Шевченкове, Дніпропетровська область ) — українська радянська колгоспниця, ланкова колгоспу «Кривбуд» Криворізького району Дніпропетровської області Української РСР. Ударниця перших п'ятирічок, переможниця соціалістичних змагань. Герой Соціалістичної Праці (1949).

## Біографія
Народилася 26 жовтня 1921 року в селі Деркачі на Волині в бідній селянській сім'ї. Освіта незакінчена середня.
У 1933 році поїхала працювати до Омська, але незабаром повернулася в Україну. Переїхала та почала жити у селі Шевченкове Криворізького району Дніпропетровської області. У 1935—1941 роках працювала у місцевому колгоспі «Кривбуд».
У 1941—1944 роках в роки німецько-радянської війни проживала на окупованій території. Після визволення села від німецьких загарбників повернулася працювати до колгоспу «Кривбуд», відновлювала зруйноване село. У 1946—1949 роках працювала ланковою молодіжної ланки з вирощування зернових та технічних культур. 1948 року отримала врожай 30,1 центнера пшениці з гектара на площі 22,5 гектара.
Указом Президії Верховної Ради СРСР від 6 червня 1949 року за отримання високих урожаїв пшениці, жита, соняшника та насіння люцерни у 1948 році при виконанні колгоспами обов'язкових поставок та контрактації сільськогосподарської продукції, натуроплати за роботу МТС та забезпеченості насінням усіх культур у розмірі сівби 1949 року Шваб Марії Андріївні присвоєно звання Героя Соціалістичної Праці з врученням ордена Леніна та золотої медалі «Серп і Молот». Спільно із Надією Андрющенко стала першим на Криворіжжі Героєм Соціалістичної Праці. 
Продовжувала працювати у колгоспі — у польовій бригаді, потім дояркою, кухаркою тракторної бригади. До 1976 року працювала у радгоспі імені Мічуріна Криворізького району.
У шлюбі взяла прізвище чоловіка Столярчук.
Померла 31 липня 2009 року на 88-у році життя у селі Шевченкове Криворізького району Дніпропетровської області.

## Нагороди
- Медаль «Серп та Молот» (06.06.1949, № 3772);
- Орден Леніна (06.06.1949 № 103593);
- Орден Трудового Червоного Прапора;
- Медалі.